# (Take These) Chains
«(Take These) Chains» es una canción de la banda británica de heavy metal Judas Priest, incluida como la quinta pista del álbum Screaming for Vengeance de 1982. En octubre del mismo año se lanzó como el segundo sencillo del disco, a través de CBS Records para el mercado europeo y por Epic Records para Japón. Por su parte, no se publicó oficialmente en los Estados Unidos aunque algunas copias fueron importadas desde el Reino Unido.
Es el único tema del álbum que fue escrito por el músico y cantante estadounidense Bob Halligan Jr., que más tarde también escribiría la canción «Some Heads Are Gonna Roll» del disco Defenders of the Faith de 1984. Su letra trata de un hombre que aún está enamorado de su amada, cuyo título hace mención, de manera metafórica, a que lo ayude a olvidarla.
En el mismo mes de su lanzamiento el sello CBS puso a la venta una edición especial, al que llamaron simplemente «Chains», que contó como lado B una biografía musical de un poco más de ocho minutos y que incluye fragmentos de catorce de sus canciones.

## Lista de canciones
| N.º | Título                            | Escritor(es)             | Duración |  |
| 1.  | «(Take These) Chains»             | Halligan Jr.             | 3:07     |  |
| 2.  | «You've Got Another Thing Comin'» | Halford, Downing, Tipton | 5:10     |  |

| Edición especial |                           |          |  |
| N.º              | Título                    | Duración |  |
| 1.               | «(Take These) Chains»     | 3:07     |  |
| 2.               | «Judas Priest Audio File» | 8:06     |  |

## Músicos
- Rob Halford: voz
- K.K. Downing: guitarra eléctrica
- Glenn Tipton: guitarra eléctrica
- Ian Hill: bajo
- Dave Holland: batería